# Blue Chip (borsa)
Blue Chip era un segmento della Borsa Italiana.
Facevano parte del segmento Blue Chip le società con una struttura economico/finanziaria particolarmente solida e una capitalizzazione superiore a 1 miliardo di euro.
Due indici hanno sostituito il segmento Blue Chip di Borsa Italiana:
- FTSE MIB (o Large Cap)
- FTSE Italia Mid Cap.